# Dikstaartschorsgekko
De dikstaartschorsgekko (Underwoodisaurus milii) is een hagedis die behoort tot de gekko's en de familie Carphodactylidae.

## Naamgeving en taxonomie
De wetenschappelijke naam van de soort werd voor het eerst voorgesteld door Jean-Baptiste Bory de Saint-Vincent in 1823. Oorspronkelijk werd de naam Phyllurus milii gebruikt. De gekko behoorde eerder tot andere geslachten zoals Gymnodactylus, Phyllurus, Cyrtodactylus en Nephrurus, zodat in de literatuur verschillende namen opduiken. Deze soort wordt ook wel bladstaartgekko genoemd maar deze naam staat ook voor de bladstaartgekko's uit Madagaskar. In de Nederlandse taal daarnaast de namen Australische dikstaartgekko, blaffende gekko en beverstaartgekko gebruikt voor deze soort.
De soortaanduiding milii is een eerbetoon aan de Franse gouverneur Pierre Bernard Milius (1773 – 1829).

## Uiterlijke kenmerken
De dikstaartschorsgekko wordt maximaal 16 centimeter lang, de mannetjes blijven kleiner dan de vrouwtjes. De naam is te danken aan de opvallend dikke, maar sterk ingesnoerde staart. Deze heeft een puntig, draadachtig einde is verdikt en rond in het midden. De staart is altijd donkerbruin tot zwart; het lichaam lichter, drie tot vier uit grote geel gekleurde stekelige bultjes bestaande dwarsbanden op de flanken, en een gele band om de nek. Ook de staart heeft enkele dorsale rijen gele puntjes, op de poten zijn de bultjes meer verspreid, de buik is wit.
De relatief grote ogen hebben een verticale, spleetvormige pupil. De staart dient als vetopslag, maar ook wel om predatoren af te leiden. Als de gekko wordt aangevallen zwaait het dier met de staart en houdt de kop plat op de grond. Omdat ook deze soort autotomie kent laat de staart los; de vijand heeft wat te eten en de hagedis gaat ervandoor; gedurende enkele weken groeit de staart weer aan maar deze blijft kleiner. Bij bedreiging maakt de dikstaartschorsgekko tevens een blaffend geluid waaraan de Engelse naam, letterlijk blaffende gekko te danken is.

## Levenswijze
De soort is nachtactief; als het begint te schemeren komt de hagedis tevoorschijn om te jagen. Het voedsel bestaat uit insecten en andere kleine dieren.

## Verspreiding en habitat
De soort komt endemisch voor in delen van Australië en leeft hier in de staten New South Wales, Noordelijk Territorium, Queensland, Victoria, West-Australië en Zuid-Australië. De habitat bestaat uit gematigde bossen en scrublands, droge savannen en scrublands met een mediterraanse begroeiing. Ook in door de mens aangepaste streken zoals stedelijke gebieden kan de hagedis worden gevonden.

## Beschermingsstatus
Door de internationale natuurbeschermingsorganisatie IUCN is de beschermingsstatus 'veilig' toegewezen (Least Concern of LC).